# Deutscher Tee & Kräutertee Verband
Der Deutsche Tee- und Kräutertee-Verband (in Eigenschreibweise ohne Durchkopplung: Deutscher Tee & Kräutertee Verband) ist der Interessenverband der Teewirtschaft in Deutschland mit Sitz in Hamburg. Seine Mitglieder sind Importeure, Hersteller, Abpacker und Verkäufer von Teepflanzen-Tee, Kräutertee und Früchtetee. Der Verband entstand im Jahr 2020 aus der Fusion des Deutschen Teeverbands mit der Wirtschaftsvereinigung Kräuter- und Früchtetee.

## Geschichte
Der Deutsche Teeverband, mit einem Fokus auf echtem Tee aus der Teepflanze (Camellia sinensis), wurde im Jahr 1917 gegründet. Im Jahr 1997 folgte die Gründung der Wirtschaftsvereinigung Kräuter- und Früchtetee, mit einem Fokus auf teeähnliche Erzeugnissen bzw. Aufgüssen aus Kräutern und Früchten. Im Jahr 2020 wurden beide Verbände fusioniert zum neuen Deutschen Tee- & Kräutertee-Verband.

## Mitglieder
Nach Angaben des Verbands setzt sich die Mitgliedschaft überwiegend aus Unternehmen des Mittelstands zusammen, die zusammen über 90 Prozent der Teebranche in Deutschland repräsentieren. In der Branche sind rund 5.000 Personen beschäftigt, bei einem jährlichen Gesamtumsatz von 950 Millionen Euro.
Der geschätzte Gesamtumsatz der Mitgliedsfirmen liegt bei über 1 Milliarde Euro, rund die Hälfte davon wird mit Tee (Schwarz- und Grüntee) erzielt.
Der Verband ist in der öffentlichen Liste für Verbände, die Interessen gegenüber dem Bundestag oder der Bundesregierung vertreten (Lobby-Liste), eingetragen.
Der Verband ist selbst Mitglied im europäischen Teeverband Tea & Herbal Infusions Europe (THIE), in der Wirtschaftsvereinigung Groß- und Außenhandel Hamburg (WGA) sowie im Lebensmittelverband Deutschland.

## Aufgaben
Als Arbeitsschwerpunkte schreiben die Statuten vor:
- Fragen des Lebensmittelrechts
  - Lebensmittelkennzeichnung
  - Inhaltsstoffe von Tee
  - Aromen und Extrakte
  - Anforderungen an Lebensmittel aus ökologischem Anbau und
  - die Leitsätze des Deutschen Lebensmittelbuches für Tee, teeähnliche Erzeugnisse, deren Extrakte und Zubereitungen
- Fragen der Qualitätssicherung
- ernährungsphysiologische Fragen im Hinblick auf Tee.